# Afroneta
Genre
Afroneta est un genre d'araignées aranéomorphes de la famille des Linyphiidae.

## Distribution
Les espèces de ce genre se rencontrent en Afrique subsaharienne.

## Liste des espèces
Selon World Spider Catalog (version 19.0, 25/03/2018) :
- Afroneta altivaga Holm, 1968
- Afroneta annulata Merrett, 2004
- Afroneta bamilekei Bosmans, 1988
- Afroneta basilewskyi Holm, 1968
- Afroneta blesti Merrett & Russell-Smith, 1996
- Afroneta elgonensis Merrett, 2004
- Afroneta erecta Merrett, 2004
- Afroneta flavescens Frick & Scharff, 2018
- Afroneta fulva Merrett, 2004
- Afroneta fusca Merrett, 2004
- Afroneta guttata Holm, 1968
- Afroneta immaculata Holm, 1968
- Afroneta immaculoides Merrett, 2004
- Afroneta lativulva Merrett, 2004
- Afroneta lobeliae Merrett, 2004
- Afroneta longipalpis Ledoux & Attié, 2008
- Afroneta longispinosa Holm, 1968
- Afroneta maculata Merrett, 2004
- Afroneta millidgei Merrett & Russell-Smith, 1996
- Afroneta pallens Merrett, 2004
- Afroneta picta Holm, 1968
- Afroneta praticola Holm, 1968
- Afroneta sarahae Frick & Scharff, 2018
- Afroneta serrata Frick & Scharff, 2018
- Afroneta snazelli Merrett & Russell-Smith, 1996
- Afroneta subfusca Holm, 1968
- Afroneta subfuscoides Merrett, 2004
- Afroneta tenuivulva Merrett, 2004
- Afroneta tristis Merrett, 2004

## Publication originale
- Holm, 1968 : Spiders of the families Erigonidae and Linyphiidae from East and Central Africa. Annales du Musée Royal de l'Afrique Centrale, no 171, p. 1-49.